# Nachal Jechi'am
Nachal Jechi'am (hebrejsky: נחל יחיעם, arabsky: vádí Madžanuna, v přepisu do angličtiny Nahal Yehi'am) je vádí v západní části Horní Galileji v Izraeli, v Severním distriktu. 

## Průběh toku
Pramení v hornaté krajině jižně od města Ma'alot-Taršicha, v prostoru nově zbudovaného města Kfar Vradim. Pak teče jihozápadním směrem výrazně zahloubeným údolím. Míjí z jihu vesnici Jechi'am se zříceninou středověkého hradu a ze severu město Januch-Džat. Severně od osady Klil opouští údolí a vstupuje do otevřené krajiny. Severně od vesnice Amka pak ústí do vádí Nachal Bejt ha-Emek, které odvodňuje tuto část Horní Galileji skrz Izraelskou pobřežní planinu do Středozemního moře. Část údolí Nachal Jechi'am poblíž vesnice Jechi'am je chráněna jako přírodní rezervace. Arabský název vádí Madžanuna (doslova Bláznivé vádí) odkazuje na klikatý a nepravidelný směr tohoto toku.

## Přítoky
levostranné
- Nachal Maš'an
- Nachal Šlal
- Nachal Alum

pravostranné
- nejsou významnější